# KV Racing Technology
KV Racing Technology (anciennement connu sous les noms de PK Racing puis PKV Racing) est une écurie de sport automobile qui participe au championnat américain IndyCar Series et sponsorise plusieurs pilotes dans le championnat Atlantic

## Historique
Cette équipe, initialement nommée PK racing, a été fondée au début de la saison 2003 par Craig Pollock (manager de Jacques Villeneuve et ancien directeur de l'écurie de Formule 1 British American Racing) et l'homme d'affaires australien Kevin Kalkhoven (en), à partir des cendres de l'équipe PacWest. L'écurie engagea une voiture et employa plusieurs pilotes comme Patrick Lemarié, Bryan Herta, Max Papis et Mika Salo lors de sa première année avec une troisième place pour meilleur résultat.
En 2004, les ambitions sont revues significativement à la hausse. L'écurie devient PKV Racing, en référence à l'homme d'affaires Dan Pettit et à l'expérimenté pilote Jimmy Vasser qui remplacent Craig Pollock comme copropriétaires au côté de Kevin Kalkoven. L'équipe engage alors deux monoplaces pour Vasser et le débutant Roberto Gonzalez. Cependant, les résultats sont médiocres.
L'année suivante, PKV remplace Gonzalez par le Brésilien Cristiano da Matta, un ancien champion de la discipline. Ainsi, lors de la course sur Portland International Raceway, l'équipe obtient sa première victoire par l'intermediaire de Da Matta. Malgré tout, ce dernier finira en dehors du Top 10 du championnat tandis que Jimmy Vasser finira la saison à la sixième place avec une troisième place comme meilleur résultat.
En 2006, l'écurie aligne un duo inédit composé de l'Espagnol Oriol Servia et de l'Anglaise Katherine Legge, débutante dans la discipline. Vasser pilotera la troisième monoplace à Long Beach lors de la manche d'ouverture ce qui sera sa dernière apparition avant de prendre sa retraite sportive (Celle-ci ne sera interrompu que par quelques essais au volant de la nouvelle Panoz DP01 en janvier 2007). La paire de pilotes 2007 est composée du Suisse Neel Jani, transfuge de la Scuderia Toro Rosso et du Français Tristan Gommendy.
À partir de 2008, et à la suite du départ de Dan Pettit, l'écurie change une nouvelle fois de nom et devient KV Racing. À la suite de la dissolution du Champ Car en février 2008, elle s'engage dans le championnat IndyCar Series.
Le 16 février 2017, l'écurie annonce qu'elle met fin à ses activités en sport automobile. Les biens de KV Racing Technology ont été vendus à Ricardo Juncos. Ce dernier est propriétaire d’une écurie en Mazda Road to Indy et vise un engagement en IndyCar,,,.

## Pilotes
- Patrick Lemarié (2003)
- Bryan Herta (2003)
- Max Papis (2003)
- Mika Salo (2003)
- Jimmy Vasser (2004–2006, 2008)
- Roberto Gonzalez (2004)
- Cristiano da Matta (2005)
- Jorge Goeters (2005)
- Katherine Legge (2006)
- Oriol Servia (2006–2008)
- Tristan Gommendy (2007)
- Neel Jani (2007)
- Will Power (2008)
- Townsend Bell (2009)
- Mario Moraes (2009–2010)
- Paul Tracy (2009–2010)
- Takuma Satō (2010–2011)
- E. J. Viso (2010–)
- Tony Kanaan (2011–2013)
- Rubens Barrichello (2012)
- Simona de Silvestro (2013–)
- Sebastien Bourdais (2014-)